# Олімпійська збірна України з футболу
Олімпійська збірна України з футболу — футбольна команда, що представляє Україну на Олімпійських іграх. У заявку збірної можуть включатися гравці не старше 23 років, за винятком трьох футболістів, які можуть бути старше цього віку. Команда підпорядковується Українській асоціації футболу.
В офіційних поєдинках дебютувала на Літніх Олімпійських іграх 2024 року у Франції під керівництвом Руслана Ротаня.

## Історія
2 липня 2023 року молодіжна збірна України з футболу здобула перемогу над однолітками з Франції у чвертьфіналі чемпіонату Європи та вперше у своїй історії кваліфікувалась на футбольний турнір Олімпійських ігор. Разом з українською командою відбір на змагання пройшли збірні Ізраїлю та Іспанії. На Олімпіаді-2024 Україну могли представляти гравці, що народилися не раніше 2001 року. Водночас кожній команді надавалась можливість внести до заявки трьох гравців, які не відповідають віковим обмеженням турніру.
Перший матч олімпійської збірної України був контрольним і відбувся 25 березня 2024 року на стадіоні «Мікуні Кітакюсю» у місті Кітакюсю, префектура Фукуока проти збірної Японії (0:2). У червні 2024 року збірна виграла міжнародний турнір Моріса Ревелло. У фіналі українські гравці перемогли у серії пенальті молодіжну збірну Кот-д'Івуару 2:2 (5:4).

## Досягнення
- Турнір Моріса Ревелло:

 Переможець: 2024

## Тренерський штаб
| Посада           | Ім'я                |
| ---------------- | ------------------- |
| Головний тренер  | Руслан Ротань       |
| Старший тренер   | Сергій Кравченко    |
| Старший тренер   | Євген Баришніков    |
| Старший тренер   | Василь Кардаш       |
| Старший тренер   | Олександр Мелащенко |
| Старший тренер   | Олексій Чистяков    |
| Тренер воротарів | Віталій Рева        |
| Тренер з НМЗ     | Євген Гресь         |
| Тренер з НМЗ     | Володимир Лазаренко |
| Тренер з НМЗ     | Валерій Бахур       |

## Поточний склад
До заявки на Олімпійські ігри 2024 увійшли 18 гравців, а також 4 резервні гравці, які могли замінити когось із 18-ти у випадку їхньої хвороби або травми.
Гравці, імена яких виділені жирним шрифтом, виступали за національну збірну України.
Кількість ігор і голів за олімпійську збірну наведені станом на 30 липня 2024 року після матчу проти Аргентини.
| №  | Поз. | Гравець                | Дата народження (вік)       | Ігри | Голи | Клуб                  |
| -- | ---- | ---------------------- | --------------------------- | ---- | ---- | --------------------- |
| 12 | ВР   | Кирило Фесюн           | 7 серпня 2002 (22 роки)     | 8    | −10  | «Шахтар» (Донецьк)    |
| 1  | ВР   | Георгій Єрмаков        | 28 березня 2002 (23 роки)   | 4    | −3   | «Олександрія»         |
|    |      |                        |                             |      |      |                       |
| 3  | ЗХ   | Олександр Мартинюк     | 25 листопада 2001 (23 роки) | 10   | 1    | «Олександрія»         |
| 2  | ЗХ   | Ілля Крупський         | 2 жовтня 2004 (20 років)    | 9    | 0    | «Ворскла» (Полтава)   |
| 13 | ЗХ   | Володимир Салюк        | 25 червня 2002 (22 роки)    | 7    | 0    | «Чорноморець» (Одеса) |
| 16 | ЗХ   | Арсеній Батагов        | 5 березня 2002 (23 роки)    | 6    | 0    | «Зоря» (Луганськ)     |
| 4  | ЗХ   | Максим Таловєров       | 28 червня 2000 (24 роки)    | 5    | 0    | «ЛАСК»                |
| 6  | ЗХ   | Олексій Сич            | 1 квітня 2001 (24 роки)     | 5    | 0    | «Рух» (Львів)         |
|    |      |                        |                             |      |      |                       |
| 11 | ПЗ   | Максим Хлань           | 27 січня 2003 (22 роки)     | 10   | 3    | «Лехія» (Гданськ)     |
| 17 | ПЗ   | Олег Федор             | 23 липня 2004 (20 років)    | 10   | 2    | «Рух» (Львів)         |
| 5  | ПЗ   | Валентин Рубчинський   | 15 лютого 2002 (23 роки)    | 8    | 1    | «Динамо» (Київ)       |
| 15 | ПЗ   | Владислав Велетень     | 1 жовтня 2002 (22 роки)     | 7    | 2    | «Колос» (Ковалівка)   |
| 8  | ПЗ   | Микола Михайленко      | 22 травня 2001 (24 роки)    | 7    | 1    | «Динамо» (Київ)       |
| 10 | ПЗ   | Максим Брагару         | 21 липня 2002 (22 роки)     | 7    | 1    | «Динамо» (Київ)       |
| 7  | ПЗ   | Олег Очеретько         | 25 травня 2003 (22 роки)    | 6    | 0    | «Шахтар» (Донецьк)    |
| 18 | ПЗ   | Дмитро Криськів        | 6 жовтня 2000 (24 роки)     | 5    | 1    | «Шахтар» (Донецьк)    |
|    |      |                        |                             |      |      |                       |
| 14 | НП   | Данило Сікан (капітан) | 16 квітня 2001 (24 роки)    | 9    | 1    | «Шахтар» (Донецьк)    |
| 9  | НП   | Ігор Краснопір         | 1 грудня 2002 (22 роки)     | 8    | 1    | «Рух» (Львів)         |

### Останні виклики
Наступні гравці викликалися до олімпійської збірної, але не увійшли до заявки на Олімпійські ігри 2024.
| Поз. | Гравець              | Дата народження (вік)     | Ігри | Голи | Клуб                     | Останній виклик                             |
| ---- | -------------------- | ------------------------- | ---- | ---- | ------------------------ | ------------------------------------------- |
| ВР   | Яків Кінарейкін      | 22 жовтня 2003 (21 рік)   | 0    | −0   | «Дніпро-1» (Дніпро)      | Олімпійські ігри 2024, 24–30 липня 2024 РЕЗ |
| ВР   | Руслан Нещерет       | 22 січня 2002 (23 роки)   | 2    | −0   | «Динамо» (Київ)          | Турнір Моріса Ревелло, 4–16 червня 2024     |
|      |                      |                           |      |      |                          |                                             |
| ЗХ   | Євген Павлюк         | 18 серпня 2002 (22 роки)  | 6    | 0    | «Ворскла» (Полтава)      | Олімпійські ігри 2024, 24–30 липня 2024 РЕЗ |
| ЗХ   | Олександр Драмбаєв   | 21 квітня 2001 (24 роки)  | 2    | 0    | «Осієк»                  | Турнір Моріса Ревелло, 4–16 червня 2024     |
| ЗХ   | Тарас Михавко        | 30 травня 2005 (20 років) | 2    | 0    | «Динамо» (Київ)          | Турнір Моріса Ревелло, 4–16 червня 2024     |
| ЗХ   | Даніл Скорко         | 6 квітня 2002 (23 роки)   | 0    | 0    | «Олександрія»            | Турнір Моріса Ревелло, 4–16 червня 2024     |
| ЗХ   | Роман Дідик          | 2 грудня 2002 (22 роки)   | 1    | 0    | «Рух» (Львів)            | Турнір Моріса Ревелло, 4–16 червня 2024 ВИБ |
| ЗХ   | Костянтин Вівчаренко | 10 червня 2002 (23 роки)  | 0    | 0    | «Динамо» (Київ)          | Турнір Моріса Ревелло, 4–16 червня 2024 ВИБ |
| ЗХ   | Віталій Роман        | 15 квітня 2003 (22 роки)  | 0    | 0    | «Рух» (Львів)            | Турнір Моріса Ревелло, 4–16 червня 2024 ВИБ |
| ЗХ   | Богдан Слюбик        | 11 лютого 2004 (21 рік)   | 0    | 0    | «Рух» (Львів)            | Турнір Моріса Ревелло, 4–16 червня 2024 ВИБ |
| ЗХ   | Максим Дячук         | 21 липня 2003 (21 рік)    | 1    | 0    | «Динамо» (Київ)          | Турнір Моріса Ревелло, 4–16 червня 2024 РЕЗ |
| ЗХ   | Артем Смоляков       | 29 травня 2003 (22 роки)  | 0    | 0    | «Полісся» (Житомир)      | Турнір Моріса Ревелло, 4–16 червня 2024 РЕЗ |
| ЗХ   | Антон Боль           | 8 січня 2003 (22 роки)    | 1    | 0    | «Зоря» (Луганськ)        | Японія, 25 березня 2024                     |
| ЗХ   | Мар'ян Фарина        | 28 серпня 2003 (21 рік)   | 1    | 0    | «Металіст 1925» (Харків) | Японія, 25 березня 2024                     |
| ЗХ   | Єгор Маценко         | 23 січня 2002 (23 роки)   | 1    | 0    | «Шльонськ» (Вроцлав)     | Японія, 25 березня 2024                     |
| ЗХ   | Андрій Булеза        | 25 січня 2004 (21 рік)    | 0    | 0    | «Карпати» (Львів)        | Японія, 25 березня 2024 УШК                 |
|      |                      |                           |      |      |                          |                                             |
| ПЗ   | Кирило Сігеєв        | 16 травня 2004 (21 рік)   | 8    | 0    | «Шахтар» (Донецьк)       | Олімпійські ігри 2024, 24–30 липня 2024 РЕЗ |
| ПЗ   | Артем Шулянський     | 11 квітня 2001 (24 роки)  | 2    | 0    | «Олександрія»            | Олімпійські ігри 2024, 24–30 липня 2024 РЕЗ |
| ПЗ   | Денис Шостак         | 24 січня 2003 (22 роки)   | 5    | 1    | «Олександрія»            | Турнір Моріса Ревелло, 4–16 червня 2024     |
| ПЗ   | Єгор Ярмолюк         | 1 березня 2004 (21 рік)   | 4    | 1    | «Брентфорд» (Лондон)     | Турнір Моріса Ревелло, 4–16 червня 2024     |
| ПЗ   | Максим Кучерявий     | 9 травня 2002 (23 роки)   | 4    | 0    | «Сент-Джонстон» (Перт)   | Турнір Моріса Ревелло, 4–16 червня 2024     |
| ПЗ   | Назар Волошин        | 17 червня 2003 (21 рік)   | 3    | 2    | «Динамо» (Київ)          | Турнір Моріса Ревелло, 4–16 червня 2024     |
| ПЗ   | Геннадій Синчук      | 10 липня 2006 (18 років)  | 2    | 1    | «Металіст» (Харків)      | Турнір Моріса Ревелло, 4–16 червня 2024     |
| ПЗ   | Іван Желізко         | 12 лютого 2001 (24 роки)  | 1    | 0    | «Лехія» (Гданськ)        | Турнір Моріса Ревелло, 4–16 червня 2024 ВИБ |
| ПЗ   | Ілля Квасниця        | 20 березня 2003 (22 роки) | 0    | 0    | «Рух» (Львів)            | Турнір Моріса Ревелло, 4–16 червня 2024 ВИБ |
| ПЗ   | Іван Нестеренко      | 23 липня 2003 (21 рік)    | 0    | 0    | «Ворскла» (Полтава)      | Турнір Моріса Ревелло, 4–16 червня 2024 РЕЗ |
| ПЗ   | Артем Кулаковський   | 11 лютого 2002 (23 роки)  | 1    | 0    | «Олександрія»            | Японія, 25 березня 2024                     |
| ПЗ   | Олексій Кащук        | 29 червня 2000 (24 роки)  | 1    | 0    | «Шахтар» (Донецьк)       | Японія, 25 березня 2024                     |
| ПЗ   | Олександр Назаренко  | 1 лютого 2000 (25 років)  | 1    | 0    | «Полісся» (Житомир)      | Японія, 25 березня 2024                     |
| ПЗ   | Ельдар Кулієв        | 24 березня 2002 (23 роки) | 1    | 0    | «Зіра»                   | Японія, 25 березня 2024                     |
| ПЗ   | Артем Бондаренко     | 21 серпня 2000 (24 роки)  | 0    | 0    | «Шахтар» (Донецьк)       | Японія, 25 березня 2024 УШК                 |
|      |                      |                           |      |      |                          |                                             |
| НП   | Микола Кухаревич     | 1 липня 2001 (23 роки)    | 1    | 0    | «Свонсі Сіті»            | Турнір Моріса Ревелло, 4–16 червня 2024 РЕЗ |
| НП   | Матвій Пономаренко   | 11 січня 2006 (19 років)  | 0    | 0    | «Динамо» (Київ)          | Турнір Моріса Ревелло, 4–16 червня 2024 РЕЗ |

Примітки
- УШК — вибув з поточного складу через ушкодження
- ВИБ — вибув зі складу через причини, не пов’язані з ушкодженням
- РЕЗ — резервний склад: замінює гравця збірної в разі його ушкодження тощо

## Всі матчі

### Товариські матчі
| 25 березня 2024 12:15 Товариський матч |

| Японія                          | 2:0      | Україна |
| ------------------------------- | -------- | ------- |
| Кейн Сато 48' Сатоші Танака 76' | Протокол |         |

| Кітакюсю, Японія Арбітр: Льюїс Сміт (Англія) |

| 4 червня 2024 19:00 Турнір Моріса Ревелло |

| Індонезія | 0:3      | Україна                                                 |
| --------- | -------- | ------------------------------------------------------- |
|           | Протокол | Геннадій Синчук 9' Микола Михайленко 30' Олег Федор 59' |

| Вітроль, Франція Арбітр: Акхона Макаліма (ПАР) |

| 6 червня 2024 16:00 Турнір Моріса Ревелло |

| Україна                                                                    | 4:0      | Італія |
| -------------------------------------------------------------------------- | -------- | ------ |
| Максим Хлань 31' Олександр Мартинюк 53' Данило Сікан 64' Назар Волошин 71' | Протокол |        |

| Обань, Франція Арбітр: Анціно Тванянюква (Намібія) |

| 8 червня 2024 18:30 Турнір Моріса Ревелло |

| Україна                            | 2:0      | Панама |
| ---------------------------------- | -------- | ------ |
| Назар Волошин 62' Єгор Ярмолюк 66' | Протокол |        |

| Фос-сюр-Мер, Франція Арбітр: Вероніка Бернацька (Киргизстан) |

| 10 червня 2024 15:30 Турнір Моріса Ревелло |

| Україна                     | 2:1      | Японія           |
| --------------------------- | -------- | ---------------- |
| Владислав Велетень 42', 55' | Протокол | Кенто Сіогаї 81' |

| Обань, Франція Арбітр: Мілагрос Арруєла (Перу) |

| 16 червня 2024 19:15 Турнір Моріса Ревелло |

| Україна                          | 2:2 5:4 (пен) | Кот-д'Івуар           |
| -------------------------------- | ------------- | --------------------- |
| Денис Шостак 7' Максим Хлань 31' | Протокол      | Патрік Вотро 42', 55' |

| Салон-де-Прованс, Франція Арбітр: Міріам Маркотт (Канада) |

| 14 липня 2024 19:30 Товариський матч |

| Україна            | 1:1      | Єгипет    |
| ------------------ | -------- | --------- |
| Максим Брагару 12' | Протокол | Катта 80' |

| Сен-Поль-ле-Дакс, Франція |

| 18 липня 2024 19:00 Товариський матч |

| Україна                         | 2:2      | Парагвай                                |
| ------------------------------- | -------- | --------------------------------------- |
| Максим Хлань 31' Олег Федор 83' | Протокол | Кевін Парзаюк 86' Марсело Фернандес 89' |

| Ажетмо, Франція |

### Олімпійські ігри 2024
| 24 липня 2024 20:00 Олімпійські ігри 2024 |

| Ірак                                    | 2:1      | Україна                  |
| --------------------------------------- | -------- | ------------------------ |
| Аймен Хуссейн 57' (пен.) Алі Джасім 75' | Протокол | Валентин Рубчинський 53' |

| Парк-Олімпік-Ліонне, Десін-Шарп'є, Франція Глядачів: 10 637 Арбітр: Махмуд Ісмаїл (Судан) |

| 27 липня 2024 18:00 Олімпійські ігри 2024 |

| Україна                                                      | 2:1      | Марокко                  |
| ------------------------------------------------------------ | -------- | ------------------------ |
| Дмитро Криськів 22' Володимир Салюк 63' Ігор Краснопір 90+8' | Протокол | Суф'ян Рахімі 64' (пен.) |

| Жоффруа Гішар, Сент-Етьєн, Франція Глядачів: 28 655 Арбітр: Саїд Мартінес (Гондурас) |

| 30 липня 2024 18:00 Олімпійські ігри 2024 |

| Україна | 0:2      | Аргентина                                |
| ------- | -------- | ---------------------------------------- |
|         | Протокол | Тьяго Альмада 47' Клаудіо Ечеверрі 90+1' |

| Парк-Олімпік-Ліонне, Десін-Шарп'є, Франція Глядачів: 10 017 Арбітр: Дахан Бейда (Мавританія) |

## Головні тренери
Станом на 1 серпня 2024 року
| Тренер        | Період роботи | Ігри | Виграші | Нічиї | Поразки | ЗГ | ПГ | % набраних очок |
| ------------- | ------------- | ---- | ------- | ----- | ------- | -- | -- | --------------- |
| Руслан Ротань | 2024          | 11   | 5       | 3     | 3       | 19 | 13 | 45,45 %         |

## Суперники
Станом на 1 серпня 2024 року
|  | Позитивний баланс (більше виграшів) |
|  | Нейтральний баланс                  |
|  | Негативний баланс (більше поразок)  |

| Суперник    | Ігри | В | Н | П | ЗГ | ПГ | РГ | Конфедерація |
| ----------- | ---- | - | - | - | -- | -- | -- | ------------ |
| Аргентина   | 1    | 0 | 0 | 1 | 0  | 2  | −2 | КОНМЕБОЛ     |
| Єгипет      | 1    | 0 | 1 | 0 | 1  | 1  | 0  | КАФ          |
| Індонезія   | 1    | 1 | 0 | 0 | 3  | 0  | +3 | АФК          |
| Ірак        | 1    | 0 | 0 | 1 | 1  | 2  | −1 | АФК          |
| Італія      | 1    | 1 | 0 | 0 | 4  | 0  | +4 | УЄФА         |
| Кот-д'Івуар | 1    | 0 | 1 | 0 | 2  | 2  | 0  | КАФ          |
| Японія      | 2    | 1 | 0 | 1 | 2  | 3  | −1 | АФК          |
| Марокко     | 1    | 1 | 0 | 0 | 2  | 1  | +1 | КАФ          |
| Панама      | 1    | 1 | 0 | 0 | 2  | 0  | +2 | КОНКАКАФ     |
| Парагвай    | 1    | 0 | 1 | 0 | 2  | 2  | 0  | КОНМЕБОЛ     |
| Усього      | 11   | 5 | 3 | 3 | 19 | 13 | +6 |              |

## Форма
| Рік                         | Виробник | Ігри |
| --------------------------- | -------- | ---- |
| 25 березня — 16 червня 2024 | Joma     | 6    |
| 14 липня — 30 липня 2024    | 4F       | 5    |

### Домашня
| 2024 | ОІ-2024 |

### Гостьова
| 2024 | ОІ-2024 |